# (3570) Wuyeesun
(3570) Wuyeesun est un astéroïde de la ceinture principale.

## Description
(3570) Wuyeesun est un astéroïde de la ceinture principale. Il fut découvert le 14 décembre 1979 à Nanking par l'observatoire de la Montagne Pourpre. Il présente une orbite caractérisée par un demi-grand axe de 3,02 UA, une excentricité de 0,09 et une inclinaison de 11,3° par rapport à l'écliptique.

## Compléments